# Стасевич Ігор Миколайович
Ігор Стасевич (біл. Ігар Мікалаевіч Стасевіч, нар. 21 жовтня 1985, Борисов) — білоруський футболіст, півзахисник клубу БАТЕ та національної збірної Білорусі.
Семиразовий чемпіон Білорусі. Чотириразовий володар Кубка Білорусі.

## Клубна кар'єра
Вихованець ДЮСШ-2 (Борисов), перший тренер — Віктор Васильович Матусевич.
Професіональну кар'єру розпочав 2002 року в БАТЕ, виступав за дубль. У сезоні 2004 року дебютував у чемпіонаті Білорусі, а по ходу сезону 2005 року увійшов до основного складу команди. Учасник Ліги чемпіонів 2008/09 (на його рахунку по 1 голу в матчах проти «Валюра» та «Ювентуса» — домашній матч 2-о туру) та Ліги Європи 2009/10 в складі БАТ. У борисовському клубі провів вісім сезонів, взявши участь у 118 матчах чемпіонату. За цей час чотири рази виборював титул чемпіона Білорусі.
28 липня 2010 року оголосили про перехід Ігора Стасевича в нижньогородський клуб «Волга», який на той час виступав у Першому дивізіоні. За «Волгу» Ігор провів 6 матчів, разом з нею завоював путівку до найсильнішого російського дивізіону, але по завершенні сезону залишив клуб. У міжсезоння тренувався з «Гомелем» і 24 січня 2011 року підписав дворічну (1+1) угоду з клубом, де виступав протягом одного сезону.
У грудні 2011 року перейшов до мінського «Динамо», підписавши дворічний контракт. У мінському клубі він став гравцем основного складу, зазвичай виступав на позиції лівого півзахисника. У січні 2014 року він продовжив контракт з «Динамо». Провів прекрасний сезон 2014 року, де був лідером столичного колективу, який тривалий період часу боровся за золото, але в підсумку завоював срібні медалі; також допоміг «Динамо» вперше в історії вийти до групового етапу Ліги Європи. Того ж сезону став одним з найкращих бомбардирів клубу в чемпіонаті, в якому відзначився 8-а голами. За підсумками сезону визнаний найкращим футболістом чемпіонату.
19 січня 2015 року знову став гравцем БАТЕ. Швидко закріпився в стартовому складі команди на позиції лівого фланогового нападника. 29 вересня 2015 року відкрив рахунок у матчі Ліги чемпіонів проти «Роми» (3:2). За підсумками сезону 2015 року визнаний найкращим футболістом Білорусі. У листопаді продовжив контракт з БАТЕ.
У сезоні 2016 року допоміг БАТЕ виграти ще один чемпіонат, і втретє поспіль визнаний найкращим гравцем чемпіонату Білорусі. У 2018 році після завершення кар’єри Віталія Радіонова отримав капітанську пов'язку. У сезоні 2018 року з 15 передачами став найкращим асистентом чемпіонату Білорусі. У вересні 2018 року знову продовжив контракт з БАТЕ. У грудні 2018 року вдруге поспіль визнаний Футболістом року Білорусі, а в грудні 2019 року втретє. Також у сезоні 2019 року знову став найкращим асистентом чемпіонату (12 передач).

## Виступи за збірну
У національній збірній Білорусі дебютував 22 серпня 2007 року в товариському матчі зі збірною Ізраїлю в Мінську (2:1). Дебютним м'ячем за збірну відзначився 1 квітня 2009 року в матчі кваліфікації чемпіонату світу 2010 проти збірної Казахстану в Алмати (5:1).

### Голи за збірну
Рахунок та результат збірної Білорусі в таблиці подано на першому місці.
| #  | Дата              | Місце                                    | Суперник          | Рахунок | Результат | Змагання                            |
| -- | ----------------- | ---------------------------------------- | ----------------- | ------- | --------- | ----------------------------------- |
| 1. | 1 квітня 2009     | Центральний стадіон, Алмати, Казахстан   | Казахстан         | 3–1     | 5–1       | кваліфікація чемпіонату світу 2010  |
| 2. | 4 вересня 2014    | Борисов-Арена, Борисов, Білорусь         | Таджикистан       | 1–0     | 6–1       | Товариський матч                    |
| 3. | 13 листопада 2017 | Рамаз Шенгелія, Кутаїсі, Грузія          | Грузія            | 1–0     | 2–2       | Товариський матч                    |
| 4. | 8 вересня 2018    | Динамо, Мінськ, Білорусь                 | Сан-Марино        | 1–0     | 5–0       | Ліга націй УЄФА 2018—2019 (Ліга D)  |
| 5. | 24 березня 2019   | Віндзор Парк, Белфаст, Північна Ірландія | Північна Ірландія | 1–1     | 1–2       | кваліфікація чемпіонату Європи 2020 |

## Титули і досягнення
БАТЕ
- Білоруська футбольна вища ліга
  -  Чемпіон (9): 2006, 2007, 2008, 2009, 2010, 2015, 2016, 2017, 2018
  -  Срібний призер (2): 2004, 2019

- Кубок Білорусі
  -  Володар (4): 2005-06, 2009-10, 2014-15, 2019-20
  -  Фіналіст (1): 2006-07

- Суперкубок Білорусі
  -  Володар (4): 2010, 2015, 2016, 2017

«Гомель»
- Білоруська футбольна вища ліга
  -  Бронзовий призер (1): 2011

- Кубок Білорусі
  -  Володар (1): 2010-11

«Динамо» (Мінськ)
- Білоруська футбольна вища ліга
  -  Срібний призер (1): 2014
  -  Бронзовий призер (2): 2012, 2013

- Кубок Білорусі
  -  Фіналіст (1): 2012/13

«Шахтар»
- Суперкубок Білорусі
  -  Володар (1): 2021
- Білоруська футбольна вища ліга
  -  Чемпіон (1): 2021

### Індивідуальні
- Футболіст року в Білорусі (3): 2015, 2018, 2019
- Найкращий футболіст чемпіонату Білорусі (5): 2014, 2015, 2016, 2018, 2019
- Найкращий півзахисник чемпіонату Білорусі (4): 2016, 2017, 2018, 2019
- У списку 22-х найкращих футболістів чемпіонату за версією Білоруської федерації футболу: 2007, 2008, 2011, 2013, 2014, 2015, 2016, 2017, 2018
- Член клубу Сергія Алєйнікова: 2018[8]
- Найкорисніший футболіст чемпіонату Білорусі: 2018
- Найкращий асистент Ліги Європи (1): 2018/19